# Ковбой из Челси
«Ковбой из Челси» (англ. The Chelsea Cowboy) — предстоящий британский гангстерский байопик режиссёра Бена Куксона. Главные роли исполнили Алекс Петтифер, Поппи Делевинь, Лови По и Чарли Крид-Майлз. Премьера фильма запланирована на 2025 год.

## Сюжет
Сюжет фильма рассказывает о взлете и падении лондонского гангстера, телохранителя, актёра и главаря преступного мира Джона Биндона, который, несмотря на успешную актёрскую карьеру и страстные романтические отношения с различными представителями высшего общества, даже общался с принцессой Маргарет, так и не смог оставить своё криминальное прошлое позади.

## В ролях
- Алекс Петтифер — Джон Биндон[англ.]
- Поппи Делевинь — Вики Ходж
- Сэди Фрост — Сисси Биндон
- Чарли Крид-Майлз — сэр Джон Ходж
- Шарлотта Хоуп — Сандра
- Лови По — Дана Гиллеспи[2]
- Бен Дрю — Рой Деннис
- Чарли Палмер Ротвелл — Джеймс Фокс
- Тамер Хассан — Салим
- Уоррен Браун — Приддл
- Бронсон Уэбб — Джон 'Smudge' Джиллетт[3]
- Джордж Благден — Теренс Стэмп
- Клара Пэджет — Венди Ходж
- Сэди Ньюман — Нина
- Эд Берч — Алан Стэнтон
- Джоджо Макари — Джордж Райт

## Производство
Главные роли в фильме получили Алекс Петтифер, Поппи Делевинь, Лови По и Чарли Крид-Майлз. Производством фильма занимаются компании Dark Dreams Entertainment, Life Begins Film Ltd, GCB films, Tell Me A Storey Productions.
Производство было остановлено, когда ещё до завершения съёмок у компании Life Begins Film Ltd закончилось финансирование. Администраторы, ReSolve Advisory, позже продали все права, материалы и оборудование, относящиеся к фильму, после корпоративной реструктуризации команды по совету Penningtons Manches Cooper в 2022 году. Приобретение фильма компанией Heracles Productions Limited означало бы, что производство может быть продолжено для завершения фильма для выпуска в прокат где-то в 2023 году.